# Makuhari Park Tower
Makuhari Park Tower (właściwie Makuhari BayTown Central Park East Makuhari Park Tower, jap. 幕張ベイタウン・セントラルパークイースト・幕張パークタワー) – apartamentowiec znajdujący się w mieście Chiba w Japonii. Budynek jest wysoki na 110,34 m i liczy 32 piętra. Jego powierzchnia użytkowa wynosi 31 736 m². Zaprojektowany został przez Kajima Corporation.